# Bystra (Szczytna)
Bystra (do 1945 niem. Höllenthal) – część miasta Szczytna, położona w województwie dolnośląskim, w powiecie kłodzkim, w gminie Szczytna.

## Położenie
Bystra to dawna wieś, a obecnie część Szczytnej leżąca pomiędzy linią kolejową i przystankiem kolejowym, a dolną częścią potoku Szklarska Woda, u jego ujścia do Bystrzycy Dusznickiej.

## Podział administracyjny
W latach 1975–1998 miejscowość administracyjnie należała do województwa wałbrzyskiego.

## Historia
Bystra powstała drugiej połowie XIX wieku jako osiedle przemysłowe, powstałe z połączenia dwóch wcześniej istniejących kolonii. Pod koniec XIX wieku rozwinął się tu przemysł drzewny i szklarski, a w 1890 roku wzniesiono stację kolejową dla Szczytnej. W 1910 roku miejscowość liczyła 120 mieszkańców, w 1933 roku ich liczba wzrosła do 288. Po 1945 roku Bystra zachowała swój charakter wrastając całkowicie w organizm Szczytnej.

## Szlaki turystyczne
Przez Bystrą przechodzi szlak turystyczny:
- ze Szczytnej do schronisko PTTK „Pod Muflonem”[2].